# Stomatium patulum
Stomatium patulum är en isörtsväxtart som beskrevs av L. Bol. och Hans Jacobsen. Stomatium patulum ingår i släktet Stomatium och familjen isörtsväxter. Inga underarter finns listade i Catalogue of Life.

## Bildgalleri

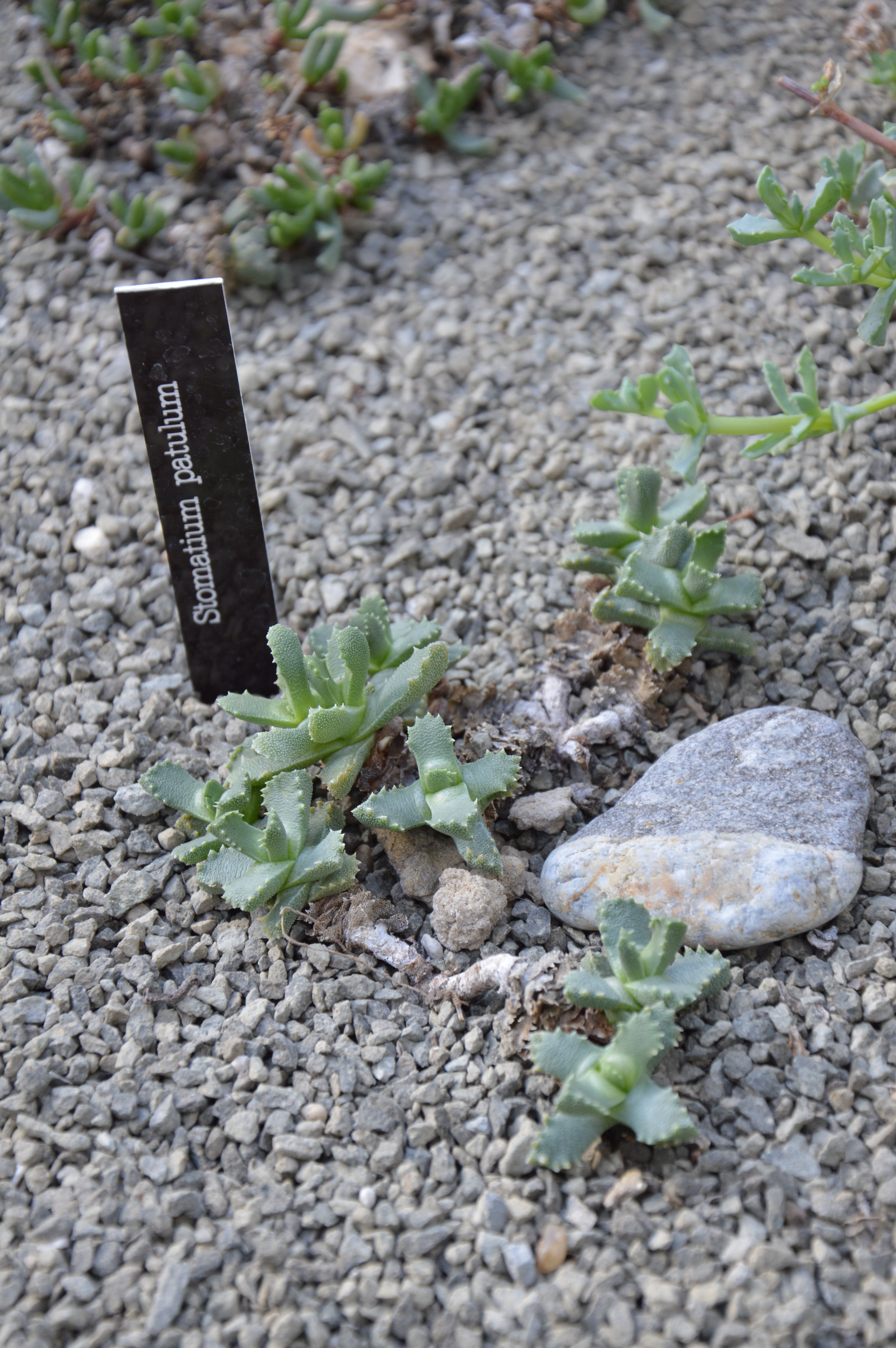